# Trochosa ruricola
Trochosa ruricola — вид павуків із родини павуків-вовків (Lycosidae).

## Опис
Довжина самок — 15 мм, але може досягати 25 мм, а самців — 10 мм. Обидві статі темно-коричневі і мають бліду смугу, яка спускається до карапакса і доходить до черевця[уточнити]. Павук полює на землі і часто потрапляє в пастки. Самки носять яєчний мішок на череві близько 3 тижнів, поки не з'являться павуки і не зберуться на спині матері.
Зустрічається на пасовищах, у лісах, заростях чагарників і на газонах.

## Поширення
Євразія (Європа, Китай, Японія, Корея) і Північна Америка (Куба, Пуерто-Рико, Бермудські острови.